# Claude Poirier (linguiste)
Pour les articles homonymes, voir Poirier (homonymie) et Claude Poirier.
Claude Poirier, né le 9 avril 1947 à Rimouski, est un professeur québécois de linguistique française à l'Université Laval (Québec) et chercheur récipiendaire de l'Ordre des francophones d'Amérique. Docteur de l'Université de Strasbourg et disciple de Bernard Quémada.
Depuis le début des années 1980, il dirige l'équipe du Trésor de la langue française au Québec (TLFQ) basée à l'Université Laval dont les travaux sont consacrés à l'histoire du français québécois, avec une insistance sur les québécismes.
Claude Poirier est l'un des principaux rédacteurs du Dictionnaire du français plus (Hachette, 1988- ) et il a dirigé le Dictionnaire historique du français québécois issu des recherches du TLFQ, tous deux financés ou édités par son ami Denis Vaugeois. Ses prises de position en faveur du français québécois standard en ont fait l'un des acteurs dans le débat sur la norme du français québécois.
Il a été membre du Comité de rédaction de la Revue québécoise de linguistique de 1985 à 1989. Aujourd'hui, il est membre du Conseil scientifique du Journal of French Language Studies (Cambridge University Press, Angleterre) et du Comité de patronage de Computing in the Humanities Working Papers (Université de Toronto). Depuis 1990, il fait partie du Comité scientifique du réseau « Étude du français en francophonie » de l'Agence universitaire de la Francophonie. Depuis 1995, il est responsable du projet international du « Trésor des vocabulaires français » avec Michel Francard  de l'Université de Louvain-la-Neuve qu'il rencontre par ailleurs à l'automne 2003.(Belgique).
En 2021, il a reçu le prix Georges-Émile-Lapalme, destiné à souligner la « contribution remarquable [du récipiendaire] à la promotion et à la qualité de la langue française parlée ou écrite au Québec ».
La difficile gestion du TLFQ, le départ de Micheline Massicotte et Marcel Juneau pour des raisons de santé, les promesses non tenues de l'équipe du Trésor de la langue française ont engendré des suspicions dans le monde académique. Finalement le Dictionnaire historique du français québécois n'a jamais eu droit à une deuxième édition papier. Marcel Juneau a quitté ses fonctions dans des circonstances troubles en 1982 selon les témoignages d'Alain Rey qui le croyait  décédé déjà en 2007 et de Jean-Claude Corbeil (Voir Jean Nicolas De Surmont 2009 et 2023).

## Publications
- avec Marcel Juneau, Le livre de comptes d'un meunier québécois (fin XVIIe - début XVIIIe siècle), édition avec étude linguistique, Québec, Les Presses de l'Université Laval, 1973.
- avec Marcel Juneau et Georges Straka (éd.), Travaux de linguistique québécoise, t. 1, Québec, Les Presses de l'Université Laval, 1975.
- avec Lionel Boisvert et Marcel Juneau (éd.), Travaux de linguistique québécoise, t. 2, Québec, Les Presses de l'Université Laval, 1978.
- avec Lionel Boisvert et Marcel Juneau (éd.), Travaux de linguistique québécoise, t. 3, Québec, Les Presses de l'Université Laval, 1979.
- (dir.), Dictionnaire du français québécois. Volume de présentation, Québec, Les Presses de l'Université Laval, 1985.
- avec Lionel Boisvert et Claude Verreault (dir.), La Lexicographie québécoise : bilan et perspectives, Actes du colloque organisé par l'équipe du Trésor de la langue française au Québec et tenu à l'Université Laval les 11 et 12 avril 1985, Québec, Presses de l'Université Laval, 1986.
- (rédacteur principal), Dictionnaire du français plus, sous la responsabilité de A. E. Shiaty avec la collaboration de Pierre Auger et de Normand Beauchemin, Montréal, CEC, 1988.
- (dir.) avec la collaboration de Aurélien Boivin, Cécyle Trépanier et Claude Verreault, Langue, espace, société : les variétés du français en Amérique du Nord, Sainte-Foy, Presses de l'Université Laval, 1994.
- (dir.), Dictionnaire historique du français québécois : monographies lexicographiques de québécismes, Sainte-Foy, Presses de l'Université Laval, 1998.
- avec Danièle Latin (éd.), Contacts de langues et identités culturelles, Sainte-Foy, Les Presses de l'Université Laval, 2000.